# Sanctuary (노래)
〈Sanctuary〉는 영국의 헤비 메탈 밴드 아이언 메이든의 두 번째 싱글이다. 싱글은 1980년 5월 23일에 발매되었다. 비음반 싱글로 발매되었지만, 이 곡은 나중에 그들의 데뷔 스튜디오 음반인 《Iron Maiden》(1980년)의 미국 발매에 추가되었다. 1998년 음반이 다시 발매되었을 때, 이 곡은 모든 지역에 추가되었다. 1990년 《The First Ten Years》 박스 세트에서 CD와 12인치 바이닐로 재발매되었으며, 이 음반에서 첫 싱글 〈Running Free〉와 결합되었다.

## 배경
이 곡의 원곡은 1979년 11월에 녹음되었고, 1980년 《Metal for Muthas》 컴필레이션에 처음 등장했으며, 이 곡은 뉴 웨이브 오브 브리티시 헤비 메탈과 관련된 몇몇 다른 아티스트들이 참여했으며, 밴드는 더그 샘슨과 함께 드럼에 4개의 곡을 녹음했다. 비록 컴필레이션이 《사운즈》에서 판을 쳤지만, 아이언 메이든의 곡들은 "소란스러운 헤비 메탈/펑크 크로스오버와 그들의 다가오는 음반에 감질나는 맛사지"로 묘사되어 찬사를 받았다.
이 밴드의 라이브 세트에서 이미 정규 음반이었던 〈Sanctuary〉 싱글은 5월 16일 영국의 Iron Maiden Tour에서 7인치 바이닐로 발매되었다. 이 곡의 버전은 아이언 메이든 음반 세션 동안 녹음되었고, 기타리스트 데이브 머레이에 따르면, "《Metal for Muthas》 오리지널 버전보다 10배나 더 좋았다"고 한다. B-사이드에는 1980년 4월 3일 런던의 마키 클럽에서 녹음된 두 개의 라이브 곡인 〈Drifter〉(이 밴드의 다음 음반인 《Killers》에 수록될 예정)와 몬트로즈의 〈I've Got the Fire〉의 커버가 포함되어 있다. 〈Drifter〉의 라이브 버전은 폴리스의 〈Walking on the Moon〉을 패러디한 〈Yo Yo Yo〉를 외치며 관객들이 초대돼 리드 싱어를 따라가는 관중 상호작용 부분이 포함되어 있다. 이 싱글은 데뷔작인 〈Running Free〉보다 훨씬 더 좋은 성적을 거두어 33위로 영국 싱글 차트에 진입했고, 일주일 후 29위로 정점을 찍었다.
《메탈 해머》의 기고자 데이브 링에 따르면, 이 곡은 아이언 메이든의 곡이지만, 1977년 밴드의 멤버인 기타리스트 롭 안젤로가 작곡한 곡으로, 이 곡의 권리로 300파운드를 받았다. 1998년부터는 데이브 머레이, 베이시스트 스티브 해리스, 가수 폴 디애노가 이 노래를 불렀다.

## 커버 아트
이 커버 아트는 마스코트 에디가 당시 영국 총리인 마거릿 대처의 시신에 웅크린 채 칼을 휘두르는 모습을 그려 논란을 일으켰다. 이 밴드의 매니저인 로드 스몰우드는 이 삽화의 콘셉트를 설명했다. "이 작품은 평소와 같이 매우 혀가 많습니다. 그 당시, 매기는 구소련에 방문했고, 그녀의 강경한 입장에 따라 철의 여인으로 칭송되었습니다. 에디는 우리 포스터를 가져가기 시작할 때 불쾌감을 느꼈고, 더더욱 그랬습니다." EMI에게 "타블로이드판에게 각을 세우고 싱글에 관심을 끌 수 있기 때문에" 대처의 얼굴 검열과 함께 커버를 공개할 것을 제안한 사람은 스몰우드 자신이었다.

## 곡 목록
7인치 영국 싱글
| #  | 제목          | 작사·작곡                               | 재생 시간 |
| -- | ------------- | --------------------------------------- | --------- |
| 1. | 〈Sanctuary〉 | 스티브 해리스, 데이브 머레이, 폴 디애노 | 3:16      |

| #  | 제목                                        | 작사·작곡     | 재생 시간 |
| -- | ------------------------------------------- | ------------- | --------- |
| 2. | 〈Drifter (Live)〉                          | 해리스        | 6:03      |
| 3. | 〈I've Got the Fire (몬트로즈 커버, Live)〉 | 로니 몬트로즈 | 3:13      |